# Alternativa Popolare
Alternativa Popolare (Nederlands: Volksalternatief, AP) is een Italiaanse politieke partij die op 18 maart 2017 werd opgericht en de opvolger is van Nuevo Centrodestra (Nieuw Centrumrechts). De partij wordt geleid door Angelino Alfano, de huidige minister van Buitenlandse Zaken in het kabinet onder premier Paolo Gentiloni. Eerder was hij minister van Justitie en Binnenlandse Zaken geweest.

## Ontstaan
In aanloop naar het grondwettelijk referendum van 4 december 2016 ontstonden er diepgaande verschillen binnen de christendemocratische fractie Area Popolare in het Italiaanse parlement. Deze fractie werd gevormd door de NCD en de UdC. Deze laatste partij voerde campagne tegen een constitutionele hervorming, terwijl de NCD juist campagne voerde vóór zo'n hervorming. Na de grote nederlaag van de voorstanders van een grondwetshervorming verliet de UdC Area Popolare waarna de fractie de facto ophield te bestaan. Binnen de NCD ontstond grote beroering over de te voeren koers. Partijleider Alfano hakte de knoop door en ontbond de NCD en verving haar op 17 maart 2017 door Alternativa Popolare (AP). Het tweede onderdeel van de partijnaam verwijst naar het popolarismo, de Italiaanse variant van de christendemocratie. De term centrumrechts kwam niet meer terug in de nieuwe partijnaam omdat volgens Alfano NCD "er niet in geslaagd is om centrumrechts is innoveren", hij stelt echter wel dat zijn partij daarom nog niet links is.
Alfano gaf aan te streven naar een centrumrechtse coalitie met Forza Italia maar sloot tegelijkertijd Lega Nord en Fratelli d'Italia uit omdat hij deze partij te populistisch achtte.

## Ideologie
Alternativa Popolare is een christendemocratische partij die conservatieve standpunten inneemt bij ethische kwesties. Zo is de partij geen voorstander van het openstellen van het huwelijk voor mensen van hetzelfde geslacht. Men bepleit daarentegen een partnerschapsregistratie. De partij is ook tegen abortus en euthanasie.

### Interne groeperingen
- Rete Italia - ideologie: christendemocratie
- Cristiano Popolari - ideologie: christendemocratie
- Cristiano Riformisti - ideologie: christendemocratie
- Riformismo e Libertà - ideologie: sociaaldemocratie
- Noi Riformatori - ideologie: sociaaldemocratie
- Magna Carta - ideologie: liberalisme, liberaal conservatisme

## Europese affiliatie
De partij is lid van de Europese Volkspartij (EVP), de Europese christendemocraten.

## Deelname aan de regering
- Angelino Alfano, minister van Buitenlandse Zaken en Internationale Samenwerking
- Beatrice Lorenzin, minister van Volksgezondheid
- Enrico Costa, minister van Regionale Zaken
- Federica Chiavaroli, onderminister van Justitie
- Dorina Bianchi, onderminister van Cultuur en Toerisme
- Luigi Casero, staatssecretaris van Economische Zaken en Financiën
- Gioacchino Alfano, staatssecretaris van Defensie
- Massimo Cassano, staatssecretaris van Arbeid en Sociaal Beleid
- Giuseppe Castiglione, staatssecretaris van Land-, Bosbouw en Voedsel
- Barbara Degani, staatssecretaris van Milieu en Bescherming van Land en Zee
- Antonio Gentile, staatssecretaris van Economische Ontwikkeling
- Gabriele Toccafondi, staatssecretaris van Onderwijs, Universiteiten en Onderzoekcentra
- Simona Vicari, staatssecretaris van Infrastructuur en Transport

## Organisatie
| Functie                                    | naam            | periode      |
| ------------------------------------------ | --------------- | ------------ |
| Voorzitter                                 | Angelino Alfano | 2017 - heden |
| Fractievoorzitter Kamer van Afgevaardigden | Maurizio Lupi   | 2017 - heden |
| Fractievoorzitter Senaat                   | Laura Bianconi  | 2017 - heden |
| Lid Europees Parlement                     | Giovanni La Via | 2017 - heden |